# Onken

Aktuelles Logo der Marke Onken

Die Onken GmbH ist ein 1940 von Hermann Onken gegründeter deutscher Hersteller von Molkereiprodukten mit Sitz in Moers. Seit 2011 gehört die Marke Onken zur Schweizer Milchverarbeiterin Emmi.

## Geschichte
1940 übernahm Hermann Onken die An- und Verkaufsgenossenschaft vereinigter Milchproduzenten in Essen. Das Unternehmen hieß fortan Donau-Molkerei-Produkte Onken & Co KG. In den sechziger Jahren wurde ein neuer Produktionsbetrieb in Mülheim an der Ruhr eröffnet. 1993 schließlich entstand in Moers-Hülsdonk am Niederrhein die neue Molkerei. Seit 1994 gibt es eine weitere Vertriebsgesellschaft in London.
2004 wurde Onken von der Oetker-Gruppe übernommen. Zum 1. Januar 2011 erwarb die Schweizer Molkerei Emmi die weltweiten Rechte der Marke Onken von Dr. Oetker. Infolgedessen steuerte Emmi Marketing und Vertrieb, während Dr. Oetker als Co-Packer fungierte. Die Arbeitsplätze in Moers blieben dadurch erhalten. 
Zum 1. Juli 2018 brachte Dr. Oetker das Werk in Moers in ein Joint-Venture mit der Molkerei Gropper ein. Die dadurch entstandene Moers Frischeprodukte GmbH & Co. KG ist seitdem Co-Packer für die Markenprodukte von Onken.
Onken wurde primär in Deutschland und Großbritannien vertrieben, den beiden Schlüsselmärkten von Emmi.
Im Mai 2022 gab Emmi bekannt, dass die Marke Onken in Deutschland mit Ende Juni eingestellt werden sollte. Seither gibt es die Marke nur noch in Großbritannien.

## Produkte
Unter dem Markennamen Onken werden Vollkorn-Fruchtjoghurt, Naturjoghurt und Speisequark hergestellt. Ende 2019 und erneut 2020 brachte Emmi, 15 Jahre nach der Einstellung der Produktion im Jahr 2004, den Fruchtquark Frufoo mit einigen Änderungen unter der Marke Onken kurzzeitig erneut auf den Markt.